# 로더 (컴퓨팅)
로더(loader)는 컴퓨터 운영 체제의 일부분으로, 하드디스크와 같은 오프라인 저장 장치에 있는 특정 프로그램을(대부분의 경우 응용 프로그램이지만, 경우에 따라서는 운영 체제 그 자신의 일부가 될 수도 있다) 찾아서 주기억장치에 적재하고, 그 프로그램이 실행되도록 하는 역할을 담당한다.
적재되는 프로그램은 그 자체에 초기에는 주기억장치에 적재되지 않지만, 필요할 때 적재될 수 있는 요소들을 포함할 수 있다. 멀티태스킹이 지원되는 운영 체제에서, 디스패처(dispatcher)라는 프로그램은 서로 다른 태스크들 간에 컴퓨터 CPU의 할당시간을 조절하고, 특정 태스크와 관련된 프로그램이 주기억장치에 있지 않을 때에는 로더를 호출한다.

## 같이 보기
- DLL 지옥
- 동적 디스패치
- 동적 링커
- 동적 링크 라이브러리
- 링커 (컴퓨팅)
- 라이브러리 (컴퓨팅)
- 링커 (컴퓨팅)
- 네임 맹글링
- 셔뱅
- 정적 라이브러리